# Cornelis Ynses Reen
Cornelis Ynses Reen (Kubaard, 10 mei 1779 - Bolsward, 26 juni 1848) was een Friese boer en kortebaanschaatser, beter bekend onder de naam Knjilles Ynses Reen.

## Levensloop en schaatsprestaties
Reen werd geboren te Kubaard. Van jongs af aan werkte hij als arbeider op de boerderij. Hij maakte vooral furore als kortebaanschaatser. Op 10 februari 1803 won hij in Sneek een zilveren tabaksdoos, die wordt gezien als de eerste schaatsprijs van Nederland. De onderkant van de doos, die zich in het Koninklijk Huisarchief bevindt, bevat de inscriptie: "Op den 10 Februarij 1803 is deesen doos door een geselchap Liefhebberen tot Sneek op schaatzen Laaten verhardrijden en aan Cornelis Ynses Reen van Cubaard als Winner van 49 meede dingers presend gedaan". In 1936 kreeg prins Bernard de tabaksdoos geschonken, toen hij met zijn verloofde Juliana naar Leeuwarden kwam voor een kennismakingsbezoek. De tabaksdoos was in 2019 kortstondig te zien in het Fries Scheepvaart Museum in Sneek, als onderdeel van een tentoonstelling over het vijftigjarig bestaan van de Sneker schaatsclub De IJsster.
Verder is bekend dat Reen het liefst oefende op smalle greppels voor zijn schaatswedstrijden. Op die manier trainde hij zichzelf lange en rechte slagen te maken, wat zijn snelheid bevorderde.
Reen had een haast mythische reputatie. Het verhaal gaat dat hij eens mosterd ging halen in Bolsward terwijl de aardappelen op het vuur stonden. Reen schaatste snel naar Bolsward en haalde mosterd, toen hij weer thuis kwam in Kubaard waren de aardappelen nog niet gaar.
Mede door het winnen van verscheidene wedstrijden kon Reen zijn eigen boerderij in Kubaard kopen.
Hij trouwde met Jantje Meinderts Krul. Het echtpaar kreeg 5 kinderen: Hiske, Lijsbert, Ynze, Sjoerd en Rinske.

## Straatnaam
In Kubaard is een straat naar hem vernoemd, genaamd 'Knilles Ynsesstrjitte'.

## Film
In 2005 is een korte film gemaakt door een aantal Kubaarders over het leven van Reen: De lotgevallen van Knilles Ynses Rheen. Dit videoproject is losjes gebaseerd op het leven van Reen, enkele van zijn bijzondere prestaties zijn dan ook te zien in de film.